# Flyktingidrottare i olympiska sommarspelen 2024
Flyktingidrottare deltog för Olympiska flyktinglaget i olympiska sommarspelen 2024 under beteckningen EOR.
Totalt deltog 37 idrottare, varav 24 män och 13 kvinnor, från 15 olika länder.
Flyktinglagets första medalj någonsin vanns av Cindy Ngamba som tog brons i boxning i mellanvikt för damer.